# Peut-être que peut-être
Singles de Patrick Fiori
Parlami d'amor mariù
(2009) Je viendrai te chercher
(2010)
Peut-être que peut-être est une chanson de Patrick Fiori, sortie en 2010. Ce premier single de l'album L'Instinct masculin a été écrit et composé par Jean-Jacques Goldman.

## Classement
| Classement                              | Meilleure position |
| --------------------------------------- | ------------------ |
| Belgique (Wallonie Ultratop 50 Singles) | 14                 |